# Michel Raison
Pour les articles homonymes, voir Raison (homonymie).
Michel Raison, né le 5 novembre 1949 à Besançon (Doubs), est un homme politique français.

## Biographie
Michel Raison est agriculteur de 1971 à 2005. Administrateur de la Fédération Nationale des Producteurs de Lait (FNPL) en 1975, il devient ensuite président de la Fédération Départementale des Syndicats d'Exploitants Agricoles (FDSEA) en 1984. Il occupe ce poste jusqu'en 1992 avant d'être élu président de la Chambre d'Agriculture en 1989. Il est réélu en 1995 pour un second mandat. Il ne se représente pas en 2002.
Il est élu député de la troisième circonscription de la Haute-Saône en 2002 contre le député sortant Jean-Paul Mariot. Il est réélu député le 10 juin 2007, pour la XIIIe législature (2007-2012). Il fait partie du groupe Les Républicains. Il est battu par Jean-Michel Villaumé le 17 juin 2012 dans la nouvelle deuxième circonscription de la Haute-Saône, la troisième ayant été supprimée.
Le 9 mars 2008, il est élu maire de Luxeuil-les-Bains avec 58,56 % des suffrages. Il est réélu au premier tour le 23 mars 2014 avec 70,74 % des voix.
Chargé des questions relatives à l'agriculture pour le groupe UMP, il est notamment rapporteur de la loi du 27 juillet 2010 de Modernisation de l'Agriculture et de la Pêche. Spécialiste également des relations fournisseur/distributeurs, il est rapporteur de la loi pour le développement de la concurrence au service des consommateurs du 3 janvier 2008 dite "Loi Chatel".
Le 28 septembre 2014, il est élu sénateur de la Haute-Saône.
Il soutient Bruno Le Maire pour la primaire présidentielle des Républicains de 2016. En septembre 2016, il est nommé avec plusieurs personnalités délégué général au projet de la campagne.

## Polémiques
Le 2 février 2016, dans le magazine Cash Investigation dirigée par Élise Lucet, Michel Raison et plusieurs autres parlementaires apparaissent à table avec le dirigeant de la firme chimique Syngenta qui fabrique des pesticides pour l'agriculture. Après la diffusion de l’émission, les élus ont été interpellés sur les réseaux sociaux, souvent très durement, certains internautes n’hésitant pas à les accuser de « corruption ». Michel Raison répond alors sur sa page Facebook.
Le 13 septembre 2016, Michel Raison est de nouveau mis en cause dans le magazine d'investigation de France 2 Cash Investigation. Michel Raison s'oppose, comme les représentants de l'agro-alimentaire ANIA,, à un système d'étiquetage des produits selon leur qualité, qui serait selon lui un dispositif simplificateur, donc simpliste et finalement inefficace, en invoquant l'exemple de fromages qui seraient sinon classés négativement. Durant l'interview, Michel Raison s’éclipse en oubliant d’enlever son micro et son assistante lui propose alors d'appeler l'ANIA (ce qu'il ne fait pas, comme le montre l'émission), pour savoir leur position sur ce sujet avant de poursuivre l'interview,. En réaction à des protestations sur les réseaux sociaux, Michel Raison, sur la chaîne TNT Public Sénat, qualifie Cash Investigation d'« émission scandaleuse ».

## Mandats
- du 1er octobre 2014 au 30 septembre 2020 : sénateur de la Haute-Saône

## Anciens mandats
- 2001 à 2005 : 1er adjoint au maire de Saponcourt, Haute-Saône
- 2005 à 2008 : membre du Conseil municipal de Saponcourt, Haute-Saône
- 19 juin 2002 - 19 juin 2012 : député de la Haute-Saône
- 16 mars 1998 - 28 mars 2004 : vice-président du conseil régional de Franche-Comté
- 29 mars 2004 - 2008 : conseiller régional de Franche-Comté
- 10 mars 2008 - 31 décembre 2015 (démission justifiée par son opposition au cumul des mandats) : maire de Luxeuil-les-Bains